# Bellbrook (Ohio)
Bellbrook ist eine US-amerikanische Stadt, welche sich im Greene County, Ohio befindet.
Sie ist Teil der Dayton Metropolitan Area, der viertgrößten Metropolregion in Ohio.

## Geographie
Bellbrook liegt in der Metropolregion Dayton Metropolitan Area und hatte eine Fläche von 8,1 km². In der Nachbarschaft befinden sich die Orte Centerville und Xenia. Die nächsten größeren Orte sind Dayton und Kettering.

## Geschichte
In dem heutigen Stadtgebiet ließen sich zum ersten Mal 1814 Siedler nieder. Der Name der Stadt entstammt von einem der Stadtgründer, Stephen Bell.
Ursprünglich hatte Bellbrook den Status eines Village, welches sich aber durch die Eingemeindung des Sugarcreek Townships 1970 änderte. 1974 erhielt Bellbrook den Status einer Stadt mit damals ca. 5000 Einwohnern. Durch Schaffung neuer Baugebiete weist die Stadt eine Einwohnerzahl von 6943 Einwohnern auf.

## Politik
Bellbrook wird von einem Council-Manager Government regiert. Diese Vertretung beruft den sogenannten City manager, der als Sprecher das Gremium vertritt und als Angestellter der Stadt verschiedene Aufgaben übernimmt. Des Weiteren gibt es einen Bürgermeister, der andere Aufgaben wahrnimmt.

## Bildung
In Bellbrook gibt es vier Schulen:
- Stephen Bell Elementary, Klasse K–2
- Bell Creek Intermediate, Klasse 3–5
- Bellbrook Middle School, Klasse 6–8
- Bellbrook High School, Klasse 9–12